# Valør
Valør er et mål for hvor en given farve befinder sig langs aksen mellem lys og mørke. I modsætning til farvemodeller tildeler nuancen en værdi som placerer farven på en skala fra sort til hvid. Dette gælder for blandt andet HSV og Munsell, mens HSL opererer med det beslægtede begreb mætning.
I HSV og Munsell ligger farver med lav værdi nær sort og høj værdi nær en ren farvetone. HSL lader en middelværdi være den rene farve og den højeste værdi være hvid.